# Braye-en-Laonnois

Braye-en-Laonnois este o comună în departamentul Aisne din nordul Franței. În 1 ianuarie 2022 avea o populație de 189 de locuitori.